# Geduvel op de heide
Geduvel op de heide is de zesde strip uit de hommage-reeks van Suske en Wiske en is getekend door Jan Bosschaert en geschreven door Marc Legendre. Het album kwam uit in 2022 en grijpt terug op de oudere albums De duistere diamant (1958) en De verborgen kroon (1962) uit de Jerom-stripreeks.

## Personages
- Suske, Wiske, Lambik, Jerom, tante Sidonia, tankbediende, eigenaar tankstation, Alwina, boer Sanders, Krabbe, Koker, elfen, aardmannetjes, louche juwelier en bewaker

## Locaties
- België, Kalmthoutse heide, domein de Ganzenwal, Schwitchz (juwelier in de stad)

## Verhaal
Lambik heeft een caravan gekocht, maar hij heeft geen auto. Daarom komt hij samen met Jerom bij tante Sidonia, die wel een auto met trekhaak heeft. Lambik nodigt het gezin uit om te gaan kamperen. Toevallig zijn Suske en Wiske zelf al aan het kamperen en het gezelschap besluit hen op te zoeken. Ze blijken al eerder op de plek te zijn geweest, het heette toen de Ganzenhoeve. Het is samengesmolten met de Walhoeve en heet nu de Ganzenwal. Alwina blijkt inmiddels een relatie te hebben met haar buurman, de strijdbijl is begraven en heeft plek gemaakt voor liefde. Als het gezelschap naar de tent van Suske en Wiske wil gaan, blijken veel bomen omgehakt te zijn. Ze liggen op de weg en de kampeerplek van de kinderen is een puinhoop. Al snel merkt men dat er duiveltjes bezig zijn. Het zijn de aardgeesten die tante Sidonia en Jerom al eerder ontmoetten.
In ruil voor bier voeren de aardmannetjes klusjes uit en de kinderen horen over het avontuur met elfen en de aardgeesten uit het verleden. Als Lambik en Jerom bier gaan halen, zien Suske en Wiske hoe Krabbe en Koker met kratten bier naar een open plek op de heide lopen. Ze geven het bier aan de aardmannetjes en het blijkt dat ze de kroon van de elfenkoningin willen. Ze zijn boos omdat boer Sanders rijk is en zij te weinig verdienen. De volgende dag gaan de kinderen samen met Lambik naar een droogstaande put. Dit is de toegang naar het elfenpaleis. Maar de aardmannetjes geven Lambik een slaapdrank, waardoor zij eerder in het kasteel zijn. Suske en Wiske zien hen nog met de kroon verdwijnen. Suske en Wiske komen dan boer Sanders tegen en waarschuwen hem dat zijn personeel achter de ellende zit.
Jerom ontmoet een elfje en hij belooft haar de kroon terug te halen. Hij hoort dat het elfenvolk wil verhuizen, want het is veel te droog in de natuur. Suske en Wiske zien hoe Krabbe en Koker naar de aardmannetjes gaan om de kroon te krijgen. Maar doordat ze elkaar niets gunnen, mislukt dit. Boer Sanders blijkt ook een deal met de aardmannetjes te hebben gemaakt en gaat er met de kroon vandoor. Lambik en Jerom gaan samen op zoek naar boer Sanders. Ze zien hem de volgende ochtend ontbijten samen met tante Sidonia en de kinderen. Het blijkt dat hij de kroon juist heeft gered. Opeens gaat het heel hard regenen en de caravan spoelt weg. Het gezelschap ziet Krabbe en Koker en tante Sidonia laat hen in de caravan, waarna ze er met de kroon vandoor gaan.
De vrienden verslaan de aardmannetjes met water en ze gaan 's avonds samen met boer Sanders en Alwina barbecueën. Dan blijkt dat de echte kroon is omgewisseld met een plastic kroon en Jerom kan deze naar het elfenpaleis brengen. Met liefdesverdriet komt hij terug bij zijn vrienden, hij is erg onder de indruk van de elfenkoningin. Ze was hem dankbaar, maar wilde niet met hem trouwen. Ze heeft genoeg van de mensen, maar gaf hem wel een toverstaf waarmee één wens kan worden gedaan. Intussen zijn Krabbe en Koker bij een juwelier aangekomen. Ze ontdekken dat de kroon een vervalsing is en worden naar buiten gegooid.